# Uelsby
Uelsby (tiếng Đan Mạch: Ylvesby) là một đô thị thuộc huyện Schleswig-Flensburg, trong bang Schleswig-Holstein, nước Đức. Đô thị Uelsby có diện tích 10,6 km², dân số thời điểm 31 tháng 12 năm 2006 là 461 người.